# Striatobalanus amaryllis
Striatobalanus amaryllis is een zeepokkensoort uit de familie van de Archaeobalanidae. De wetenschappelijke naam van de soort is voor het eerst geldig gepubliceerd in 1854 door Charles Darwin. Volgens Darwin kwam de soort voor aan de monding van de Indus, in de Indonesische Archipel en de Filipijnen, aan de noord-oostkust van Australië en in Moreton Bay aan de Australische oostkust. Ze werd vaak aangetroffen aangehecht aan de onderzijde van schepen.